# Laline
Laline ist ein Suco im osttimoresischen Verwaltungsamt Lacluta (Gemeinde Viqueque).

## Geographie
Vor der Gebietsreform 2015 hatte Laline eine Fläche von 212,71 km². Nun sind es 187,77 km². Der Suco liegt im Norden des Verwaltungsamts Lacluta. Südlich befinden sich die Sucos Dilor und Ahic, östlich befindet sich das Verwaltungsamt Viqueque mit seinem Suco Bibileo. Im Westen grenzt Laline an das Verwaltungsamt Barique mit seinem Suco Barique und an das Verwaltungsamt Manatuto mit seinem Suco Cribas (alle in der Gemeinde Manatuto). Nördlich liegen das Verwaltungsamt Laleia mit seinem Suco Cairui (ebenfalls Gemeinde Manatuto) und das Verwaltungsamt Vemasse mit seinem Suco Vemasse (Gemeinde Baucau).
Im Grenzgebiet zu Barique entspringt der Fluss Derac. Während seines Verlaufs durch den Süden des Sucos ändert er seinen Namen in Has. Ab dem Zufluss des ebenfalls im Suco entspringenden Datametan, wird der Fluss Lacluta genannt und bildet nun die Grenze zu Ahic. Im Grenzgebiet zu Dilor entspringt der Derocaan. Nachdem er sich mit dem Laclubar vereinigt hat, bilden die Flüsse gemeinsam den Luca. Der zweite Grenzfluss zu Dilor, der Cauhoo, erreicht den Luca an der Südostspitze von Laline. Ebenfalls aus Barique fließt in den Südwesten von Laline der Fluss Lago Leci. Nach einem Zufluss aus dem Suco ändert sich der Name in Lago Leec und seiner Vereinigung mit dem Grenzfluss zu Barique, dem Lago Melac, bildet er den Fluss Dilor, der dann weiter der Grenze zu Manatuto herab folgt. Im Norden von Laline entspringen die Flüsse Lago Letatice, Buauomeca (beide zusammen bilden den Tutoli) und Abai. Alle münden in den Mori, dem Grenzfluss zu Vemasse, der auch einem Stück der Grenze zu Cairui folgt. Schließlich trifft der Mori auf den Caleuc, dem westlichen Grenzfluss zu Cairui. Er entsteht aus dem aus Cairui kommenden Laburaque und dem südlichen Grenzfluss Ladada, der ebenfalls in Cairui entspringt. Mori und Caleuc bilden zusammen den Laleia, der durch Cairui weiter nach Norden fließt.
Trotz seiner Größe führen nur kleine, wenig ausgebaute Straßen durch den Suco. Für die Parlamentswahlen in Osttimor 2007 mussten die Wahlurnen per Hubschrauber zum Wahllokal in der Verwaltung des Sucos gebracht und abgeholt werden. Größere Siedlungen befinden sich nur noch in der Südostspitze des Sucos. Sie gehören zum Siedlungszentrum Dilor, dessen Teil am Westufer des Cauhoo zu Laline gehört. Dies sind  Aidac Laran (Aidaklaran), Aimeta Hun (Aimetahun, Aimeta-Hun), Fatu Cado (Fatucado), Micradec (Microde) und Santo Antonio (Santontonio). Im Osten des Sucos liegt ein Hubschrauberlandeplatz für Notfälle.
Im Suco befinden sich die fünf Aldeias Aimeta Hun, Fatu Cado, Mau Ama, Micradec und Santo Antonio. Obwohl der Ort Aidac Laran in Laline liegt, befindet sich die Aldeia im Suco Dilor. Genau andersherum verhält es sich mit dem Ort und der Aldeia Mau Ama.

## Einwohner
In Laline leben 1.315 Einwohner (2022), davon sind 657 Männer und 658 Frauen. Im Suco gibt es 283 Haushalte. Fast 51 % der Einwohner geben Midiki als ihre Muttersprache an. Über 33 % sprechen Tetum Terik, fast 9 % Makasae, über 3 % Tetum Prasa, über 2 % Naueti und kleine Minderheiten Idalaka und Habun.

## Geschichte
Vom 1. bis zum 8. März 1981 fand am Berg Aitana (1203 m) im Suco Laline ein Treffen der FRETILIN statt. Die „Reorganisation der Nationalen Konferenz“ diente der Restrukturierung des Widerstands gegen die indonesischen Invasoren nach dem Verlust aller Widerstandsbasen (bases de apoio) und befreiten Zonen (zonas libertadas).
Am 7. September 1981 kam es an den Hängen des Aitanas zu einem Massaker. Beim St. Antonius-Schrein ermordeten indonesische Soldaten des Bataillons 744 im Anschluss der Operation „Zaun aus Beinen“ nach indonesischen Angaben 70, nach Augenzeugenbericht des Priesters Costa Lopes bis zu 500 Menschen, darunter auch Frauen und Kinder. Die unbewaffneten Opfer wurden gefesselt und dann erstochen.

## Politik
Bei den Wahlen von 2004/2005 wurde Artur de Carvalho zum Chefe de Suco gewählt. Bei den Wahlen 2009 gewann Zaquiel (Jaquel?) dos Reis de Carvalho. und wurde 2016 in seinem Amt bestätigt.